# Санта Доменика Витория
Вижте пояснителната страница за други значения на Витория.
Санта Домѐника Вито̀рия (на италиански: Santa Domenica Vittoria; на сицилиански: Santa Duminica, Санта Думиника) е село и община в Южна Италия, провинция Месина, автономен регион и остров Сицилия. Разположено е на 1027 m надморска височина. Населението на общината е 1073 души (към 2011 г.).